# Aeroportul Tin City LRRS
Aeroportul Tin City LRRS (IATA: TNC, ICAO: PATC, FAA LID: TNC) este un aeroport din Tin City⁠(d), Alaska, Statele Unite ale Americii. Aeroportul a fost tranzitat în 2019 de 180 de pasageri.
Situat la o altitudine de 82 m, aeroportul dispune de 1 pistă.

## Infrastructură

### Piste
Aeroportul dispune de o singură pistă. Pista 16/34 are suprafața de pietriș și dimensiunile 4.702 picioare × 100 picioare. 